# Berg (Norvège)
Pour les articles homonymes, voir Berg.
Berg est une ancienne commune de Norvège située dans le comté de Troms. Elle a fusionné le 1er janvier 2020 avec Lenvik, Torsken et Tranøy pour former la commune de Senja.

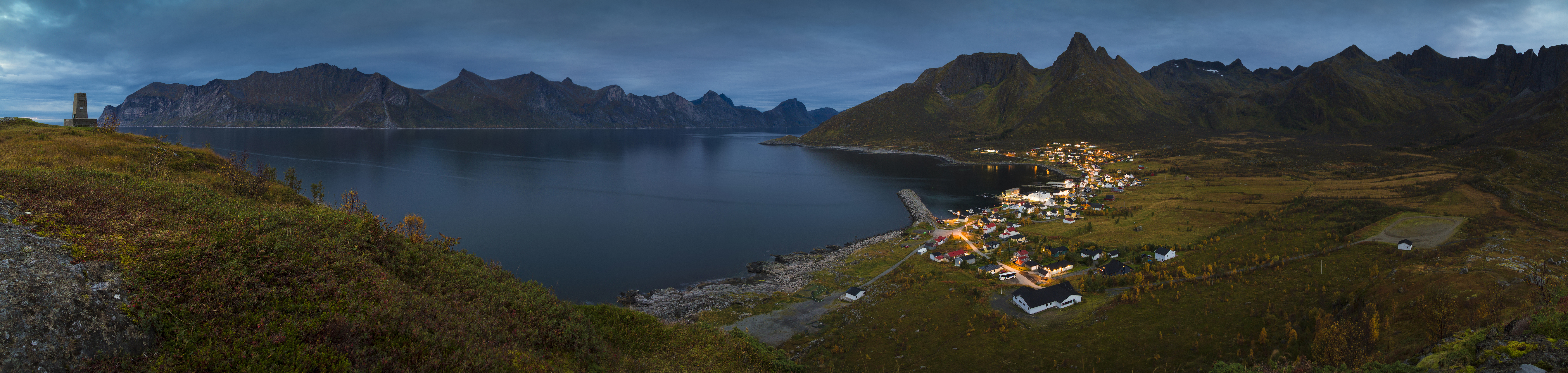
Vue en soirée du village de Mefjordvær et du Mefjorden (Senja) à Berg. Septembre 2015.

## Localités
- Bergsbotn (69° 26′ 33″ N, 17° 25′ 23″ E) ;
- Ersfjord (69° 29′ 04″ N, 17° 24′ 26″ E) ;
- Finnsæter (69° 24′ 47″ N, 17° 15′ 17″ E) ;
- Hamn (69° 25′ 02″ N, 17° 09′ 44″ E) ;
- Mefjordbotn (69° 28′ 12″ N, 17° 41′ 06″ E) ;
- Mefjordvær (69° 31′ 07″ N, 17° 26′ 18″ E) ;
- Senjahopen (69° 29′ 46″ N, 17° 29′ 00″ E) ;
- Skaland (69° 26′ 40″ N, 17° 17′ 53″ E) ;
- Steinfjord (69° 27′ 38″ N, 17° 21′ 08″ E).